# Hitler: The Last Ten Days
Hitler: The Last Ten Days (tiếng Việt: Hitler: Mười ngày cuối cùng) là một bộ phim truyền hình tiểu sử Anh-Ý năm 1973 mô tả những ngày dẫn đến vụ tự tử của Adolf Hitler. Bộ phim có sự tham gia của Alec Guinness và Simon Ward, và có phần giới thiệu được trình bày bởi Alistair Cooke; bản nhạc gốc được sáng tác bởi Mischa Spoliansky. Bộ phim dựa trên cuốn sách Những ngày cuối cùng của Hitler: Một nhân chứng tận mắt (tiếng Anh: Hitler's Last Days: An Eye-Witness Account)(lần đầu tiên được dịch bằng tiếng Anh năm 1973) bởi Gerhard Boldt, một sĩ quan trong Quân đội Đức sống sót tại Führerbunker. Địa điểm quay cho bộ phim bao gồm De Laurentiis Studios ở Rome và các địa điểm ở Anh.

## Bối cảnh
Bộ phim mở đầu bằng sinh nhật lần thứ 56 của Hitler, vào ngày 20 tháng 4 năm 1945 và kết thúc 10 ngày sau đó bằng vụ tự sát vào ngày 30 tháng 4.

## Vai diễn
- Alec Guinness - Adolf Hitler
- Simon Ward - Capt. Hoffman
- Adolfo Celi - General Hans Krebs
- Diane Cilento - Hanna Reitsch
- Gabriele Ferzetti - Field Marshal Wilhelm Keitel
- Eric Porter - Gen. von Greim
- Doris Kunstmann - Eva Braun
- Joss Ackland - General Wilhelm Burgdorf
- John Bennett - Joseph Goebbels
- John Barron - Dr. Stumpfegger
- Barbara Jefford - Magda Goebbels
- Valerie Gray - Helga Goebbels
- Angela Pleasence - Traudl Junge
- Sheila Gish - Frau Christian
- Julian Glover - Gruppenführer Hermann Fegelein
- Michael Goodliffe - General Helmut Weidling
- Mark Kingston - Martin Bormann
- Timothy West - Professor Karl Gebhardt
- Andrew Sachs - Walter Wagner
- Philip Stone - General Alfred Jodl

## Phát hành
Một đĩa DVD của bộ phim này đã được phát hành vào ngày 3 tháng 6 năm 2008. Blu-ray được phát hành vào tháng 9 năm 2015.